# Lijst van Nederlandse honkbalspelers in de Major League
Dit is een lijst van Nederlandse honkbalspelers die een contract hebben of hadden bij een Amerikaanse proforganisatie uit de Major League en daarvoor ook daadwerkelijk wedstrijden voor hebben gespeeld in de Verenigde Staten zelf.

## Indeling

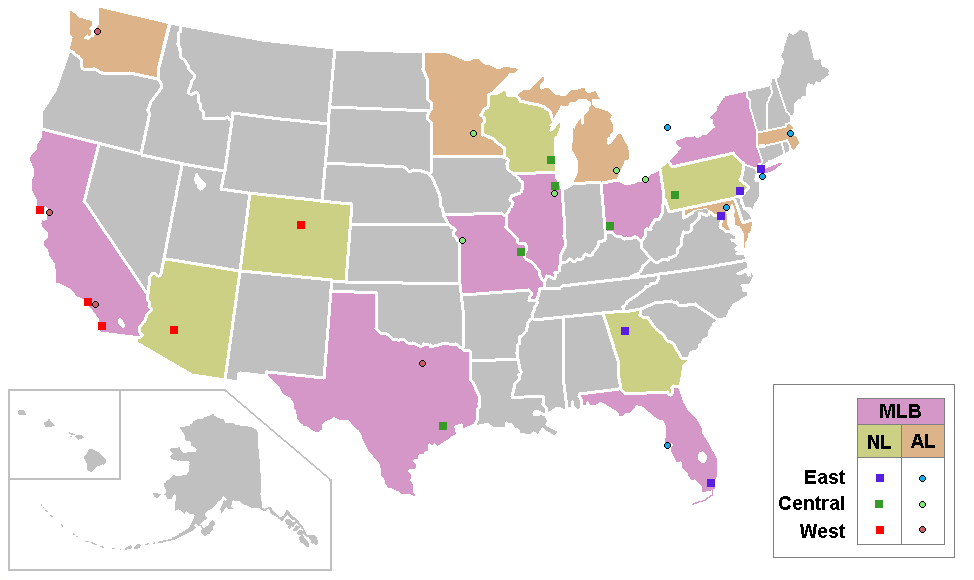
Geografische distributie van de American League en National League

Major league organisaties bestaan uit verschillende onderafdelingen die in de verschillende divisies van de betaald honkbalcompetitie uitkomen. De hoofdklasse is de Major League waarin de hoofdmacht uitkomt dan daaronder bestaan de divisies in de Minor Leagues waarvan er vier bestaan en waar elke organisatie dochterclubs heeft spelen. In volgorde gezet betreft dit:
- ML = Major League (twee leagues, de American League en de National League)
- AAA = Triple A
- AA = Double A
- A = Single A
- R = Rookie League

## Major League
In totaal 22 Nederlanders hebben tot op heden de hoogste divisie weten te bereiken. Dit betrof in de negentiende eeuw drie immigranten naar de Verenigde Staten, Rijn Wolters, Jan Huisman en Jan Otten die alle drie hun naam verengelsten. Pas bijna honderd jaar na de eerste kwam de in Nederland geboren maar in Amerika opgegroeide Bert Blijleven uit in 1969 in de Majors. Win Remmerswaal was de eerste in Nederland opgegroeide honkballer die voor zijn sport een tijdlang in Amerika verbleef. Hij zou gevolgd worden door een aantal spelers uit Nederland en ook vooral afkomstig van de Nederlandse Antillen en Aruba.
| Naam                | positie                                | organisatie | van  | tot  | niveau                | ML                           | Foto    |
| ------------------- | -------------------------------------- | --- | ---- | ---- | --------------------- | ---------------------------- | ------- |
| Rynie Wolters       | werper                                 | New York Mutuals Cleveland Forest Citys Elizabeth Resolutes                                                                  | 1871 | 1873 | ML                    | 1871-1873                    |         |
| John Houseman       | korte stop tweede honkman buitenvelder | Chicago Cubs St. Louis Cardinals                                                                                             | 1894 | 1897 | ML                    | 1894-1897                    |         |
| John Otten          | werper                                 | Saint Louis Browns | 1895 | 1895 | ML                    | 1895                         |         |
| Bert Blyleven       | werper                                 | Minnesota Twins Texas Rangers Pittsburgh Pirates Cleveland Indians California Angels                                         | 1969 | 1993 | AA - ML               | 1970-1990 en 1992            |         |
| Win Remmerswaal     | werper                                 | Boston Red Sox | 1974 | 1981 | A - AA - AAA - ML     | 1979-1980                    |         |
| Hensley Meulens     | derde honkman buitenvelder             | New York Yankees Montreal Expos Arizona Diamondbacks                                                                         | 1987 | 1992 | A - AA - AAA - ML     | 1989-1993 en 1997-1998       |         |
| Robert Eenhoorn     | binnenvelder                           | New York Yankees Anaheim Angels New York Mets                                                                                | 1990 | 1998 | R - A - AA - AAA - ML | 1994-1997                    |         |
| Rikkert Faneyte     | buitenvelder                           | San Francisco Giants Texas Rangers                                                                                           | 1990 | 1996 | A - AAA - ML          | 1993-1996                    |         |
| Calvin Maduro       | werper                                 | Philadelphia Phillies Los Angeles Dodgers Baltimore Orioles                                                                  | 1992 | 2006 | R - A - AA - AAA - ML | 1996-1997 en 2000-2002       |         |
| Radhames Dijkhoff   | werper                                 | St. Louis Cardinals Baltimore Orioles                                                                                        | 1993 | 2001 | R - A - AA - AAA - ML | 1998                         |         |
| Ralph Milliard      | binnenvelder                           | New York Mets Cincinnati Reds San Diego Padres Cleveland Indians Florida Marlins                                             | 1993 | 2001 | R - A - AA - AAA - ML | 1996-1998                    |         |
| Randall Simon       | eerste honkman                         | Atlanta Braves Detroit Tigers Pittsburgh Pirates Chicago Cubs Tampa Bay Rays Philadelphia Phillies                           | 1993 | 2007 | R- A- AA - AAA - ML   | 1997-1999, 2001-2004 en 2006 | (links) |
| Andruw Jones        | rechtsvelder                           | Atlanta Braves Los Angeles Dodgers Texas Rangers Chicago White Sox New York Yankees                                          | 1993 | 2010 | R - A - AA - AAA - ML | 1996-2011                    |         |
| Eugene Kingsale     | buitenvelder                           | Baltimore Orioles Seattle Mariners San Diego Padres Detroit Tigers                                                           | 1994 | 2005 | R- A - AA - AAA - ML  | 1996 en 1998-2003            |         |
| Sidney Ponson       | werper                                 | Baltimore Orioles San Francisco Giants St. Louis Cardinals New York Yankees Minnesota Twins Texas Rangers Kansas City Royals | 1994 | 2009 | R - A - AA - AAA - ML | 1998-2009                    |         |
| Ivanon Coffie       | eerste honkman korte stop              | Baltimore Orioles Chicago Cubs St. Louis Cardinals                                                                           | 1996 | 2004 | R - A - AA - AAA - ML | 2000                         |         |
| Yurendell de Caster | derde honkman                          | Tampa Bay Rays Pittsburgh Pirates Washington Nationals                                                                       | 1998 | 2010 | R - A - AA - AAA - ML | 2006                         |         |
| Rogearvin Bernadina | buitenvelder                           | Montreal Expos Washington Nationals                                                                                          | 2002 | 2010 | R - A - AA - AAA - ML | 2008-2010                    |         |
| Rick van den Hurk   | werper                                 | Florida Marlins Baltimore Orioles                                                                                            | 2003 | 2010 | R - A - AA - AAA - ML | 2007-2010                    |         |
| Wladimir Balentien  | buitenvelder                           | Seattle Mariners Cincinnati Reds                                                                                             | 2003 | 2010 | R - A - AA - AAA - ML | 2007-2010                    |         |
| Jair Jurrjens       | werper                                 | Detroit Tigers Atlanta Braves                                                                                                | 2003 | 2010 | R - A - AA - ML       | 2007-2010                    |         |
| Shairon Martis      | werper                                 | San Francisco Giants Washington Nationals                                                                                    | 2005 | 2010 | R - A - AA - AAA - ML | 2008-2009                    |         |
| Gregory Halman      | buitenvelder                           | Seattle Mariners | 2005 | 2010 | R - A - AA - AAA - ML | 2010 - 2011                  |         |
| Kenley Jansen       | werper                                 | Los Angeles Dodgers Atlanta Braves Boston Red Sox                                                                            | 2005 | -    | R - A - AAA-ML        | 2010                         |         |
| Didi Gregorius      | korte stop                             | Cincinnati Reds Arizona Diamondbacks New York Yankees Philadelphia Phillies Algodoneros de Unión Laguna                      | 2008 | -    | R - A - AA - AAA - ML | 2012                         |         |
| Andrelton Simmons   | korte stop                             | Atlanta Braves Los Angeles Angels Minnesota Twins Chicago Cubs                                                               | 2010 | -    | R - A - AA - AAA - ML | 2012                         |         |
| Xander Bogaerts     | korte stop                             | Boston Red Sox San Diego Padres                                                                                              | 2011 | -    | A - AA - ML           | 2013                         |         |
| Ozzie Albies        | tweede honkman                         | Atlanta Braves | 2013 | -    | AAA - ML              | 2017                         |         |
| Chadwick Tromp      | achtervanger                           | Cincinnati Reds | 2013 | -    | R - ML                | 2020                         |         |

## Complete spelerslijst
| Naam en geboorteland  | positie                                | organisatie                                                                                        | van  | tot  | niveau                | debuut ML | foto |
| --------------------- | -------------------------------------- | -------------------------------------------------------------------------------------------------- | ---- | ---- | --------------------- | --------- | ---- |
| Rynie Wolters         | werper                                 | New York Mutuals Cleveland Forest Citys Elizabeth Resolutes                                        | 1871 | 1873 | ML                    | 1871      |      |
| John Houseman         | korte stop tweede honkman buitenvelder | Chicago Cubs St. Louis Cardinals                                                                   | 1894 | 1897 | ML                    | 1894      |      |
| John Otten            | werper                                 | Saint Louis Browns                                                                                 | 1895 | 1895 | ML                    | 1895      |      |
| Bert Blyleven         | werper                                 | Minnesota Twins Texas Rangers Pittsburgh Pirates Cleveland Indians California Angels               | 1969 | 1993 | AA - ML               | 1970      |      |
| Win Remmerswaal       | werper                                 | Boston Red Sox                                                                                     | 1974 | 1981 | A - AA - AAA - ML     | 1980      |      |
| Martin Ronnenbergh    | werper                                 | San Diego Padres                                                                                   | 1980 | 1980 | A - AA                | -         |      |
| Clive Mendes          | binnenvelder                           | Kansas City Royals                                                                                 | 1986 | 1986 | R                     | -         |      |
| Tonny Cohen           | werper                                 | Pittsburgh Pirates                                                                                 | 1987 | 1988 | A                     | -         |      |
| Hensley Meulens       | derde honkman buitenvelder             | New York Yankees Montreal Expos Arizona Diamondbacks                                               | 1987 | 1992 | A - AA - AAA - ML     | 1989      |      |
| Caspar van Rijnbach   | werper                                 | New York Mets                                                                                      | 1990 | 1991 | R - A                 | -         |      |
| Robert Eenhoorn       | binnenvelder                           | New York Yankees Anaheim Angels New York Mets                                                      | 1990 | 1998 | R - A - AA - AAA - ML | 1994      |      |
| Rikkert Faneyte       | buitenvelder                           | San Francisco Giants Texas Rangers                                                                 | 1990 | 1996 | A - AAA - ML          | 1993      |      |
| Sharnol Adriana       | eerste honkman                         | Toronto Blue Jays                                                                                  | 1991 | 2009 | R - A - AA - AAA      | -         |      |
| Mike Crouwel          | achtervanger binnenvelder              | Philadelphia Phillies                                                                              | 1992 | 1992 | R - A                 | -         |      |
| Frans Groot           | werper                                 | Los Angeles Dodgers                                                                                | 1992 | 1995 | R - A                 | -         |      |
| Calvin Maduro         | werper                                 | Philadelphia Phillies Los Angeles Dodgers Baltimore Orioles                                        | 1992 | 2006 | R - A - AA - AAA - ML | 1996      |      |
| Raymond Hofer         | binnenvelder                           | Atlanta Braves                                                                                     | 1993 | 1994 | R                     | -         |      |
| Radhames Dijkhoff     | werper                                 | St. Louis Cardinals Baltimore Orioles                                                              | 1993 | 2001 | R - A - AA - AAA - ML | 1998      |      |
| Ralph Milliard        | binnenvelder                           | New York Mets Cincinnati Reds San Diego Padres Cleveland Indians Florida Marlins                   | 1993 | 2001 | R - A - AA - AAA - ML | 1996      |      |
| Randall Simon (links) | eerste honkman                         | Atlanta Braves Detroit Tigers Pittsburgh Pirates Chicago Cubs Tampa Bay Rays Philadelphia Phillies | 1993 | 2007 | R- A- AA - AAA - ML   | 1997      |      |
| Andruw Jones          | rechtsvelder                           | Atlanta Braves Los Angeles Dodgers Texas Rangers Chicago White Sox New York Yankees                | 1993 | 2010 | R - A - AA - AAA - ML | 1996      |      |
| Anthony Rayer         | werper                                 | Montreal Expos                                                                                     | 1994 | 1994 | R                     | -         |      |
| Eugene Kingsale       | buitenvelder                           | Baltimore Orioles Seattle Mariners San Diego Padres Detroit Tigers                                 | 1994 | 2005 | R- A - AA - AAA - ML  | 1996      |      |
| Sidney Ponson         | werper                                 | Baltimore Orioles St. Louis Cardinals Minnesota Twins Texas Rangers                                | 1994 | 2009 | R - A - AA - AAA - ML | 1998      |      |
| Remy Maduro           | buitenvelder                           | Florida Marlins                                                                                    | 1996 | 1999 | R - A                 | -         |      |
| Evert-Jan 't Hoen     | binnenvelder                           | Anaheim Angels                                                                                     | 1996 | 2001 | A – AA – AAA          | -         |      |
| Ivanon Coffie         | eerste honkman korte stop              | Baltimore Orioles Chicago Cubs St. Louis Cardinals                                                 | 1996 | 2004 | R - A - AA - AAA - ML | 2000      |      |
| Diegomar Markwell     | werper                                 | Toronto Blue Jays                                                                                  | 1997 | 2003 | A - AA                | -         |      |
| Derrick Isenia        | werper                                 | Los Angeles Dodgers                                                                                | 1998 | 1998 | R                     | -         |      |
| Chairon Isenia        | achtervanger                           | Tampa Bay Rays                                                                                     | 1998 | 2006 | R - A - AA - AAA      | -         |      |
| Tim van Pareren       | binnenvelder                           | Montreal Expos                                                                                     | 1998 | 1999 | R - A                 | -         |      |
| Yurendell de Caster   | derde honkman                          | Tampa Bay Rays Pittsburgh Pirates Washington Nationals                                             | 1998 | 2010 | R - A - AA - AAA - ML | 2006      |      |
| Danny Rombley         | binnenvelder                           | Montreal Expos                                                                                     | 1999 | 2004 | R – A - AA            | -         |      |
| Jorge Maduro          | achtervanger                           | Tampa Bay Rays                                                                                     | 1999 | 2005 | R - A - AA - AAA      |           |      |
| Vince Rooi            | binnenvelder                           | Montreal Expos Washington Nationals Pittsburgh Pirates                                             | 1999 | 2006 | R – A - AA            | -         |      |
| Ardley Jansen         | buitenvelder                           | Atlanta Braves                                                                                     | 1999 | 2006 | R - A - AA            | -         |      |
| Lorvin Louisa         | buitenvelder                           | Montreal Expos Washington Nationals                                                                | 2000 | 2006 | R - A                 | -         |      |
| Ferenc Jongejan       | werper                                 | Chicago Cubs                                                                                       | 2001 | 2004 | A - AA - AAA          | -         |      |
| Harvey Monte          | buitenvelder                           | Seattle Mariners                                                                                   | 2002 | 2002 | A                     | -         |      |
| Kenny Berkenbosch     | buitenvelder                           | Florida Marlins                                                                                    | 2002 | 2005 | R - A                 | -         |      |
| Rogearvin Bernadina   | buitenvelder                           | Montreal Expos Washington Nationals                                                                | 2002 | 2010 | R - A - AA - AAA - ML | 2008      |      |
| Alexander Smit        | werper                                 | Minnesota Twins Cincinnati Reds                                                                    | 2003 | 2009 | R - A - AA            |           |      |
| Rick van den Hurk     | werper                                 | Florida Marlins                                                                                    | 2003 | 2009 | R - A - AA - AAA - ML | 2007      |      |
| Wladimir Balentien    | buitenvelder                           | Seattle Mariners Cincinnati Reds                                                                   | 2003 | 2009 | R - A - AA - AAA - ML | 2007      |      |
| Jair Jurrjens         | werper                                 | Detroit Tigers Atlanta Braves                                                                      | 2003 | 2010 | R - A - AA - ML       | 2007      |      |
| Jeffrey de Vrieze     | achtervanger binnenvelder              | Florida Marlins                                                                                    | 2004 | 2005 | R                     | -         |      |
| Wesley Connor         | buitenvelder                           | Minnesota Twins                                                                                    | 2005 | 2007 | R                     | -         |      |
| Gregory Halman        | buitenvelder                           | Seattle Mariners                                                                                   | 2005 | 2009 | R - A - AA            |           |      |
| Sharlon Schoop        | tweede honkman                         | San Francisco Giants                                                                               | 2005 | 2009 | R - A - AA            |           |      |
| Kenley Jansen         | werper                                 | Los Angeles Dodgers                                                                                | 2005 | 2016 | R - A - AAA-ML        |           |      |
| Shairon Martis        | werper                                 | San Francisco Giants Washington Nationals                                                          | 2005 | 2009 | R - A - AA - AAA - ML | 2008      |      |
| Hainley Statia        | korte stop                             | Anaheim Angels                                                                                     | 2006 | 2009 | R - A - AA - AAA      |           |      |
| Loek van Mil          | werper                                 | Minnesota Twins                                                                                    | 2006 | 2009 | R - A - AA            |           |      |
| Ramon Romeijn         | werper                                 | Seattle Mariners                                                                                   | 2007 | 2007 | R                     |           |      |
| Levi Carolus          | korte stop                             | Baltimore Orioles                                                                                  | 2007 | 2008 | R                     |           |      |
| Levi Carolus          | korte stop                             | Baltimore Orioles                                                                                  | 2007 | 2008 | A                     |           |      |
| Kalian Sams           | buitenvelder                           | Seattle Mariners                                                                                   | 2007 | 2009 | R - A                 |           |      |
| Tom Stuifbergen       | werper                                 | Minnesota Twins                                                                                    | 2007 | 2009 | R - A                 |           |      |
| Dennis Neuman         | werper                                 | Boston Red Sox                                                                                     | 2007 | 2009 | R - A                 |           |      |
| Rien Vernooij         | derde honkman                          | New York Mets                                                                                      | 2008 | 2009 | R                     |           |      |
| Dwayne Kemp           | tweede honkman                         | Chicago Cubs                                                                                       | 2008 | 2009 | R - A                 |           |      |
| Arthur Bonevacia      | buitenvelder                           | Baltimore Orioles                                                                                  | 2008 | 2009 | R - A                 |           |      |
| Jeroen de Haas        | werper                                 | Seattle Mariners                                                                                   | 2008 | 2009 | R                     |           |      |
| Swen Huijer           | werper                                 | Boston Red Sox                                                                                     | 2008 | 2009 | R                     |           |      |
| Mike Bolsenbroek      | werper buitenvelder                    | Chicago White Sox Philadelphia Phillies                                                            | 2008 | 2009 | R - A                 |           |      |
| Shawn Zarraga         | achtervanger                           | Milwaukee Brewers                                                                                  | 2008 | 2009 | R - A                 |           |      |
| Curt Smith            | eerste honkman                         | St. Louis Cardinals                                                                                | 2008 | 2009 | R - A - AA            |           |      |
| Dashenko Ricardo      | achtervanger                           | Baltimore Orioles                                                                                  | 2008 | 2009 | R - A                 |           |      |
| Edinho Meyer          | eerste honkman                         | Baltimore Orioles                                                                                  | 2008 | 2009 | R                     |           |      |
| Didi Gregorius        | korte stop                             | Cincinnati Reds                                                                                    | 2008 | 2009 | R - A                 |           |      |
| Leon Boyd             | werper                                 | Toronto Blue Jays                                                                                  | 2009 | 2009 | A - AA                |           |      |
| Jan Baldee            | derde honkman                          | Houston Astros                                                                                     | 2009 | 2009 | R                     |           |      |
| Raywendley van Gurp   | korte stop                             | New York Mets                                                                                      | 2009 | 2009 | R                     |           |      |
| Juan Carlos Sulbaran  | werper                                 | Cincinnati Reds                                                                                    | 2009 | 2009 | A                     |           |      |
| Raynard Doran         | werper                                 | Minnesota Twins                                                                                    | 2009 | 2009 | R                     |           |      |
| Shurendy Windster     | buitenvelder                           | San Francisco Giants                                                                               | 2009 | 2009 | R                     |           |      |
| Gianison Boekhoudt    | korte stop achtervanger                | Washington Nationals                                                                               | 2009 | 2009 | R                     |           |      |
| Xander Bogaerts       | korte stop                             | Boston Red Sox                                                                                     | 2011 | -    | A - AA - ML           | 2013      |      |
| Ozzie Albies          | tweede honkman                         | Atlanta Braves                                                                                     | 2013 | -    | AAA - ML              | 2017      |      |
| Chadwick Tromp        | achtervanger                           | Cincinnati Reds                                                                                    | 2013 | -    | R - ML                | 2020      |      |
| Connor Prins          | werper                                 | Seattle Mariners                                                                                   | 2023 | -    | R                     |           |      |